# C'est dur d'être un homme : Tora-san et la Geisha
Série C'est dur d'être un homme
C'est dur d'être un homme : Un drôle de père
(1980) C'est dur d'être un homme : La Promesse
(1981)
Pour plus de détails, voir Fiche technique et Distribution.
C'est dur d'être un homme : Tora-san et la Geisha (男はつらいよ 浪花の恋の寅次郎, Otoko wa tsurai yo: Naniwa no koino Torajirō) est un film japonais réalisé par Yōji Yamada et sorti en 1981. C'est le 27e film de la série C'est dur d'être un homme.

## Synopsis
En voyage d'affaires sur une île de la Mer intérieure de Seto, Tora-san sympathise avec Fumi, une jeune femme venue d'Osaka pour se recueillir sur la tombe de sa grand-mère qui l'a élevée.
Quelque temps plus tard, Tora-san prend quartier à Osaka et loge dans un petit hôtel dont il a du mal a régler la note. Lorsque trois geishas passent devant son étal déserté, il découvre avec surprise que la plus jeune d'entre elles n'est autre que Fumi. Tous les deux passent du bon temps ensemble les jours suivants, apprenant à se connaître, Tora-san parle de sa famille à Shimabata tandis que Fumi évoque un jeune frère, Hideo, dont elle n'a plus de nouvelles depuis que sa mère a quitté le foyer familial.
Balayant les doutes de Fumi qui craint que son frère n'accepte pas le fait qu'elle soit une geisha, Tora-san la persuade de le retrouver. Arrivés sur son lieu de travail, ils apprennent que Hideo est mort accidentellement un mois plus tôt, ils rencontrent ses collègues de travail ainsi que Nobuko qui était sa compagne. Ce soir-là, Fumi a une soirée, submergée par la tristesse, elle la quitte précipitamment et se réfugie, passablement éméchée, auprès de Tora-san dans son hôtel. Elle s'endort dans sa chambre.
Le lendemain matin, elle a disparu, laissant une note d'adieu expliquant qu'elle devait réfléchir à son futur. Tora-san décide de rentrer auprès de sa famille à Shimabata et promet à Kikuchi, le propriétaire de l'hôtel d'envoyer l'argent pour payer sa note. Quelque temps plus tard, Fumi se présente à Toraya, le magasin de l'oncle de Tora-san à Shimabata. Elle fait la connaissance de la famille de Tora-san et apprend à ce dernier qu'elle va se marier à Makoto, un cuisinier qu'elle a connu à Osaka et qu'ils vont ouvrir un restaurant de sushis sur l'île de Tsushima.

## Fiche technique
- Titre : C'est dur d'être un homme : Tora-san et la Geisha[1]
- Titre original : 男はつらいよ 浪花の恋の寅次郎 (Otoko wa tsurai yo: Naniwa no koino Torajirō?)
- Réalisation : Yōji Yamada
- Scénario : Yōji Yamada et Yoshitaka Asama
- Photographie : Tetsuo Takaha (ja)
- Montage : Iwao Ishii (ja)
- Musique : Naozumi Yamamoto
- Décors : Mitsuo Degawa
- Producteur : Kiyoshi Shimazu et Tetsuo Sao
- Société de production : Shōchiku
- Pays de production :  Japon
- Langue originale : japonais
- Format : couleur — 2,35:1 — 35 mm — son mono
- Genres : comédie dramatique ; romance
- Durée : 104 minutes[2] (métrage : huit bobines - 2 853 m[2])
- Dates de sortie :
  - Japon : 8 août 1981[2]

## Distribution
- Kiyoshi Atsumi : Torajirō Kuruma / Tora-san / Torajirō Urashima (rêve de Tora-san)
- Chieko Baishō : Sakura Suwa, sa demi-sœur
- Masami Shimojō (ja) : Ryūzō Kuruma, son oncle
- Chieko Misaki (ja) : Tsune Kuruma, sa tante
- Gin Maeda (en) : Hiroshi Suwa, le mari de Sakura
- Hidetaka Yoshioka : Mitsuo Suwa, le fils de Sakura et de Hiroshi
- Keiko Matsuzaka : Fumi Hamada / Otohime (rêve de Tora-san)
- Gannosuke Ashiya (ja) : Kisuke, propriétaire d'un hôtel à Osaka
- Reiko Hatsune (ja) : la mère de Kisuke
- Terue Shōji : geisha à Osaka
- Hanae Shōji : geisha à Osaka
- Kon Ōmura (ja) : chef d'équipe dans l'entreprise du frère de Fumi
- Kimihiro Reizei (ja) : Yoshida, ancien collègue du frère de Fumi
- Sayoko Makino (ja) : Nobuko, la compagne de Hideo, le frère de Fumi
- Keiroku Seki (ja) : un client de Toraya, membre de l'équipe de baseball
- Yōsuke Saitō (ja) : Makoto
- Hisao Dazai (ja) : Umetarō Katsura, le voisin imprimeur / la pieuvre (rêve de Tora-san)
- Gajirō Satō (ja) : Genko / la tortue (rêve de Tora-san)
- Chishū Ryū : Gozen-sama, le grand prêtre

## Autour du film

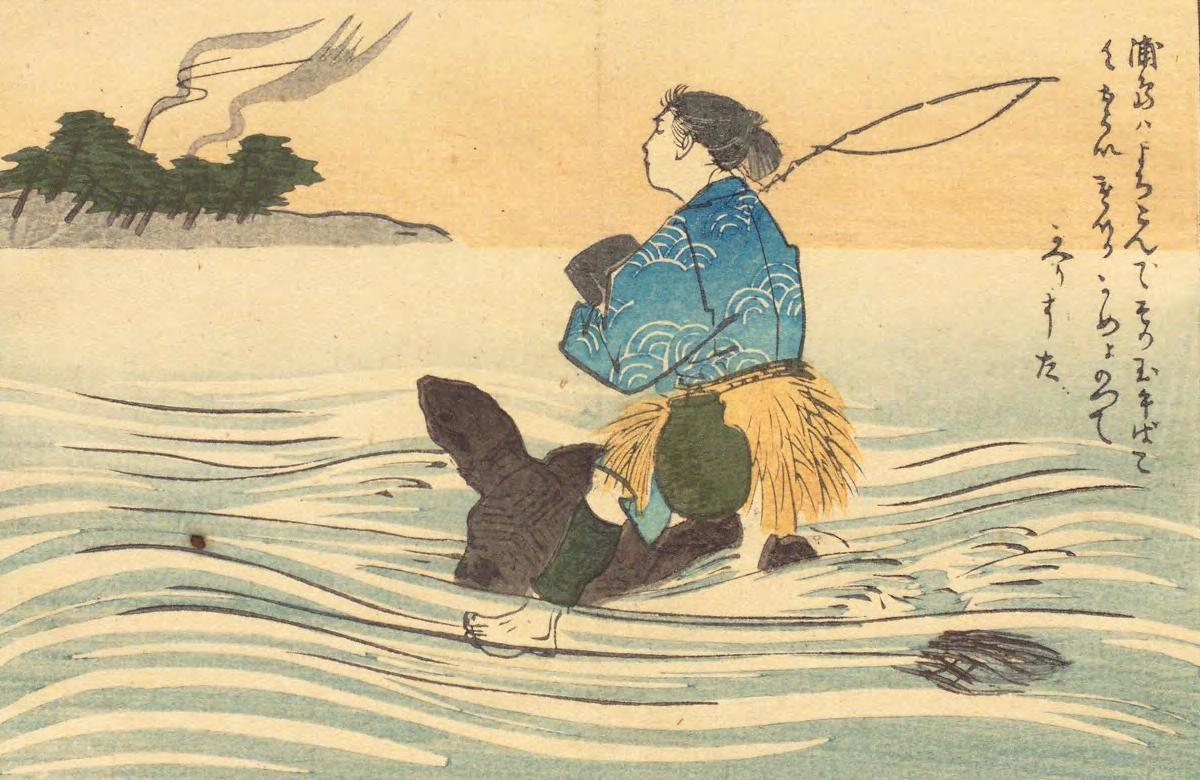
Urashima Tarō sur le dos d'une tortue (estampe - 1899).

Lors de son rêve, Tora-san se voit dans le personnage de Torajirō Urashima rendant visite à la princesse Otohime dans le palais sous-marin Ryūgū-jō. Ce rêve fait référence au conte populaire Urashima Tarō dans lequel un pêcheur voyage dans un monde sous-marin sur une tortue.
À partir de ce 27e film, le rôle de Mitsuo — le neveu de Tora-san et fils de Sakura et de Hiroshi dans la série — est passé de Hayato Nakamura à Hidetaka Yoshioka.

## Distinctions

### Récompenses
- 1981 : Hōchi Film Award de la meilleure actrice pour Keiko Matsuzaka[3]
- 1982 : prix de la meilleure actrice pour Keiko Matsuzaka aux Japan Academy Prize[4]
- 1982 : prix Blue Ribbon de la meilleure actrice pour Keiko Matsuzaka[5]
- 1982 : prix Mainichi de la meilleure actrice pour Chieko Baishō[6]

### Nominations
- 1982 : Kiyoshi Atsumi est nommé pour le prix du meilleur acteur conjointement pour C'est dur d'être un homme : Un drôle de père et C'est dur d'être un homme : Tora-san et la Geisha lors des Japan Academy Prize[4]